# Beat Bolliger
Beat Bolliger (* 28. Juli 1941; † 5. Juli 2008) war ein Schweizer Koch. 

## Leben
Beat Bolliger absolvierte zunächst eine Lehre im Zürcher Hotel „Carlton Elite“. Es folgten Aus- und Weiterbildungen in Frankreich und den USA und bei Frédy Girardet, Max Kehl und Hans Stucki. Anschliessend war er Koch im elterlichen Hotel „Alpina“ in Klosters. 1981 eröffnete er mit seiner Ehefrau Gabi das durch Prinz Charles bekannt gewordene Hotel „Walserhof“ in Klosters in Graubünden. 2007 verkaufte er das Hotel an den Schweizer Industriellen Thomas Schmidheiny; seine Nachfolge trat Armin Amrein an.

## Auszeichnungen
- 1995 wurde er bereits mit 18 Gault-Millau-Punkten ausgezeichnet.
- Der Guide Michelin zeichnete seine Küche 1997 mit dem zweiten Stern aus.
- 2003 wurde er vom Gastronomieführer Gault-Millau zum „Koch des Jahres 2003“ gekürt.
- Sein Souschef Heinz Bechtel war international anerkannt.
- Sein Sommelier Herbert Moser wurde vom Gault-Millau zum „Sommelier des Jahres 2005“ ausgezeichnet.[1]